# George Smith (nhà hóa học)
George P. Smith (sinh ngày 10 tháng 3 năm 1941) là một nhà hóa học người Mỹ và là người đoạt giải Nobel. Ông là Giáo sư danh dự của Giáo sư Danh dự về Khoa học Sinh học tại Đại học Missouri-Columbia.

## Sự nghiệp
Ông đã có bằng AB của mình từ Haverford College ngànb sinh học, là một giáo viên trung học và kỹ thuật viên phòng thí nghiệm trong một năm, và kiếm được bằng tiến sĩ của mình. trong vi khuẩn và miễn dịch học từ Đại học Harvard. Ông là một giáo sư tại Đại học Wisconsin (với người đoạt giải Nobel tương lai Oliver Smithies) trước khi gia nhập khoa Missouri-Columbia năm 1975. Ông đã trải qua năm học 1983-1984 tại Đại học Duke với Robert Webster.
Ông lấy bằng cử nhân tại trường Học viện Haverford về sinh học, là một giáo viên trung học và kỹ thuật viên trong một năm, và lấy bằng Tiến sĩ. trong vi khuẩn và miễn dịch học từ Đại học Harvard. Ông là một giáo sư tại Đại học Wisconsin (với người đoạt giải Nobel Oliver Smithies trong tương lai) trước khi gia nhập khoa Missouri-Columbia năm 1975. Ông đã trải qua năm học 1983-1984 tại Đại học Duke với Robert Webster, nơi ông biểu diễn "phần lớn công việc" dẫn đến việc ông được trao giải Nobel.
Ông được biết đến nhiều nhất với hiển thị phage, một kỹ thuật mà mã di truyền của một protein cụ thể được chèn vào nhân tạo một gen protein của vi khuẩn, khiến cho protein được hiển thị bên ngoài của vi khuẩn. Đầu tiên, Smith mô tả kỹ thuật này vào năm 1985 khi ông trình bày các peptide trên thực vật dạng sợi bằng cách nung chảy peptit quan tâm đến gen III của các loại thực vật dạng sợi. Ông đã đoạt giải Nobel Hóa học năm 2018 cho công trình này, chia sẻ giải thưởng của mình với Greg Winter và Frances Arnold.